# Lingotto

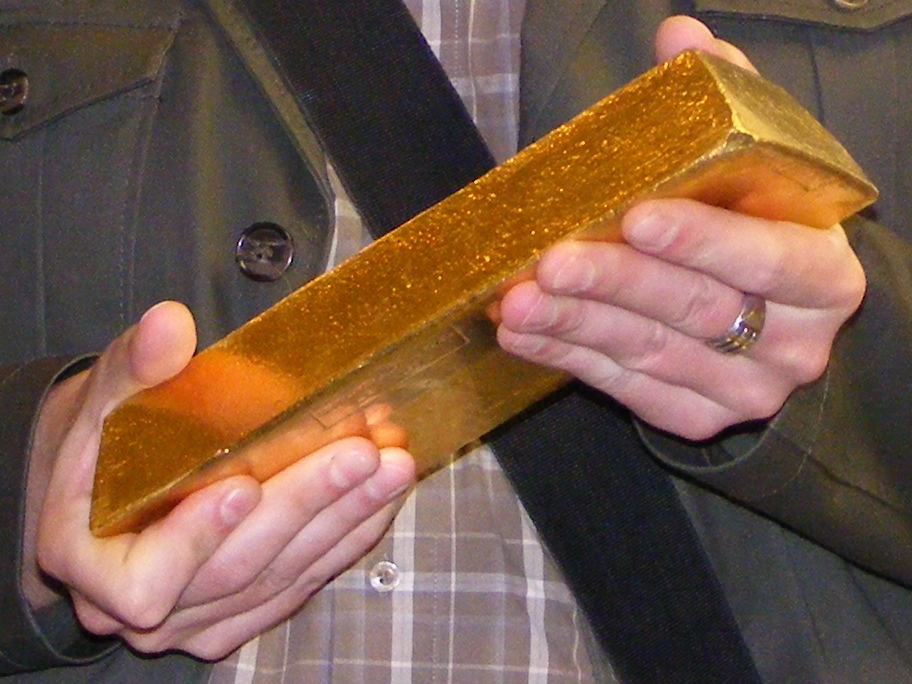
Lingotto d'oro

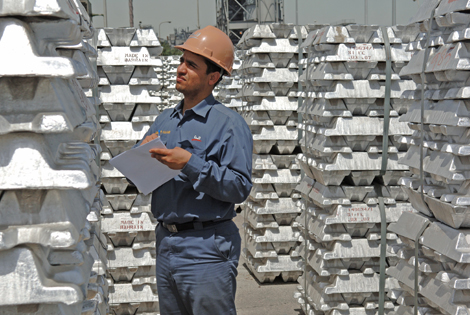
Lingotti di alluminio

Il lingotto o barra, anticamente verga, è una particolare conformazione a sezione trasversale rettangolare in cui vengono confezionati solitamente i metalli.

## Usi
Se fatto di metalli preziosi come oro od argento può essere usato come investimento o come riserva aurea nelle banche. 
La Borsa Valori di Londra (London Stock Exchange) è uno dei riferimenti internazionali per la determinazione del prezzo dell'oro e dei metalli preziosi in genere.

Il Chicago Mercantile Exchange ha iniziato nel 1974 a trattare derivati commerciali e finanziari con sottostante aureo.